# 전북교육신문
《전북교육신문》( [ https://jben.kr 보관됨 2022-09-29 - 웨이백 머신 ])은 1997년에 만들어진 정보통신연대 INP의 기관지인 인터넷 녹두신문이 전신이며 2013년에 전북교육공동연구원과 함께 전북미디어언론협동조합의 창립을 계기로 정식등록하여 교육과 문화를 중심으로 정치, 사회, 지역의 다양한 뉴스를 전하는 인터넷 신문이다. 학생중심의 교육환경과 학생인권신장을 옹호하며,학교민주화를 위해 불합리한 제도 개선과 부정부패에 맞서 적극적으로 활동하는 언론매체다.